# Ron Perlman
Ronald Francis "Ron" Perlman (f. 13. april 1950) er en amerikansk skuespiller. Han har også lagt stemme til blandt andet computerspil-serien Fallout.

## Udvalgt filmografi

### Film
- Pacific Rim (2013)
- Drive (2011)
- Hellboy II: The Golden Army (2008)
- Outlander (2008)
- Hellboy (2004)
- Blade 2 (2002)
- Enemy at the Gates (2001)
- Alien: Resurrection (1997)
- The Last Supper (1995)
- De fortabte børns by (1995)
- Cornos (1993)
- Rosens navn (1986)
- Quest for Fire (en) (1981)

### Tv-serier
- Sons of Anarchy (2008-2014)
- Skønheden og udyret (1987-90)

Evenstyrtid (2010)